# Сеновер, Степан Игнатьевич
Степан Игнатьевич (Францевич) Сеновер (1753—1831) — генерал-майор, директор Института Корпуса инженеров путей сообщения, член совета Департамента путей сообщения.

## Биография
Окончил Мезьерскую инженерную школу, был учеником Гаспара Монжа. Затем, в 1774—1791 годах, служил в Королевском французском корпусе.
В «Воспоминаниях» Вигеля отмечалось: 

… принадлежа к одной из благороднейших фамилий в Лангедоке и находясь в королевской службе капитаном, сделался он бешеным революционером и санкюлотом. <…> Об якобинстве его я бы умолчал и слышанное мною о том охотно счел бы клеветою, если б он сам, увлечённый воспоминаниями о прошедшем, как об удальстве своей молодости, не рассказывал мне иногда о тесной дружбе своей с Маратом.
<…>
Старый француз Сеновер, который, вступив в нашу службу, официально наречён Степаном Игнатьевичем, был директором института. Он был умен, как демон, в которого, конечно, некогда веровал он более, чем в Христа.
После Французской революции, в годы террора, он был вынужден бежать в Англию; затем оказался в России, где зарабатывал на жизнь торговлей выписываемым французским табаком и игрой на скрипке в обществе русских меломанов. В доме одного из таких любителей музыки, Маничарова, где по приезде из-за границы остановился Бетанкур, состоялось знакомство соотечественников. Бетанкур оценил ум, образованность, знание европейских языков и владение математикой Сеновера и добился его утверждения на должность директора Института Корпуса инженеров путей сообщения вместе с производством 13 марта 1810 года в генерал-майоры русской службы. Кроме этого с 1 марта 1820 года он состоял членом совета Департамента путей сообщения. С 1823 года был членом Комитета по созданию «Журнала путей сообщения».
Под руководством Сеновера были подготовлены помещения Юсуповского дворца для аудиторий института и квартиры А. Бетанкура. Должность директора он занимал до 26 января 1824 года; на неё был назначен его зять П. Базен.
Был награждён орденом Св. Владимира 2-й степени и французским орденом Св. Людовика.
В 1831 году С. И. Сеновер с внучкой Стефанией в сопровождении дочери Александрины выехал во Францию, где вскоре и скончался.
Сеновером были написаны сочинения по строительным материалам, устройству дорог и каналов в Америке, эллингам и хранению судов на суше.